# Metopius paradoxus
Metopius paradoxus là một loài tò vò trong họ Ichneumonidae.